# Jewhen Ławrenczuk
Eugeniusz Ławreńczuk (ukr.: Євген Вікторович Лавренчук; ur. 24 czerwca 1982 we Lwowie) – założyciel (2002) i dyrektor artystyczny Teatru Polskiego w Moskwie oraz Szkoły gry aktorskiej i reżyserii. Główny reżyser Narodowego Akademickiego Teatru Opery i Baletu w Odessie.
Absolwent polskiej szkoły nr 10 im. św. Marii Magdaleny we Lwowie. Jako reżyser zadebiutował w wieku 16 lat, co czyni z niego jednego z najmłodszych reżyserów na świecie. Od tego czasu zrealizował ponad 30 spektakli.
Laureat międzynarodowych konkursów i festiwali w Europie. Prowadzi aktywną działalność pedagogiczną w Rosji, Ukrainie, Polsce, Niemczech, Litwie i Izraelu. Autor własnej metody wykładania aktorstwa i reżyserii. Biegle posługuje się rosyjskim, angielskim, francuskim, ukraińskim i polskim.

## Życiorys
Urodził się we Lwowie, ukończył polską szkołę nr 10 im. św. Marii Magdaleny. W 2003 roku ukończył studia na wydziale reżyserii operowej Rosyjskiej Akademii Sztuki Teatralnej (GITIS), gdzie kształcił się w mistrzowskiej pracowni Romana Wiktiuka. Następnie ukończył moskiewskie Wyższe Kursy Reżyserii Filmów Fabularnych oraz kurs choreografii na Uniwersytecie Marii Curie-Skłodowskiej w Lublinie.
W roku 2004 założył Teatr Polski w Moskwie, którego premierowy pokaz (spektakl Śnieg) był jednocześnie pracą dyplomową Eugeniusza Ławreńczuka. Na spektaklu była obecna wybitna śpiewaczka operowa Jelena Obrazcowa, pełniąca jednocześnie obowiązki przewodniczącej komisji egzaminacyjnej, która podpisała dyplom E. Ławreńczuka. W tym samym roku na corocznej wystawie Scena Rosji (ros. Сцена России-2004) otrzymał złoty medal oraz tytuł „Najmłodszego reżysera roku”.
W 2010 roku w Warszawie założona Fundacja Eugeniusza Ławreńczuka (ang. Eugene Lavrenchuk International Foundation).
W 2013 roku decyzją Ministra Kultury i Dziedzictwa Narodowego Bogdana Zdrojewskiego za wybitne osiągnięcia w dziedzinie kultury i nauki Eugeniusz Ławreńczuk został uhonorowany odznaką „Zasłużony dla kultury Polskiej”.
Przygotowuje produkcję filmu fabularnego Ulisses według własnego scenariusza.

## Teatr Polski w Moskwie

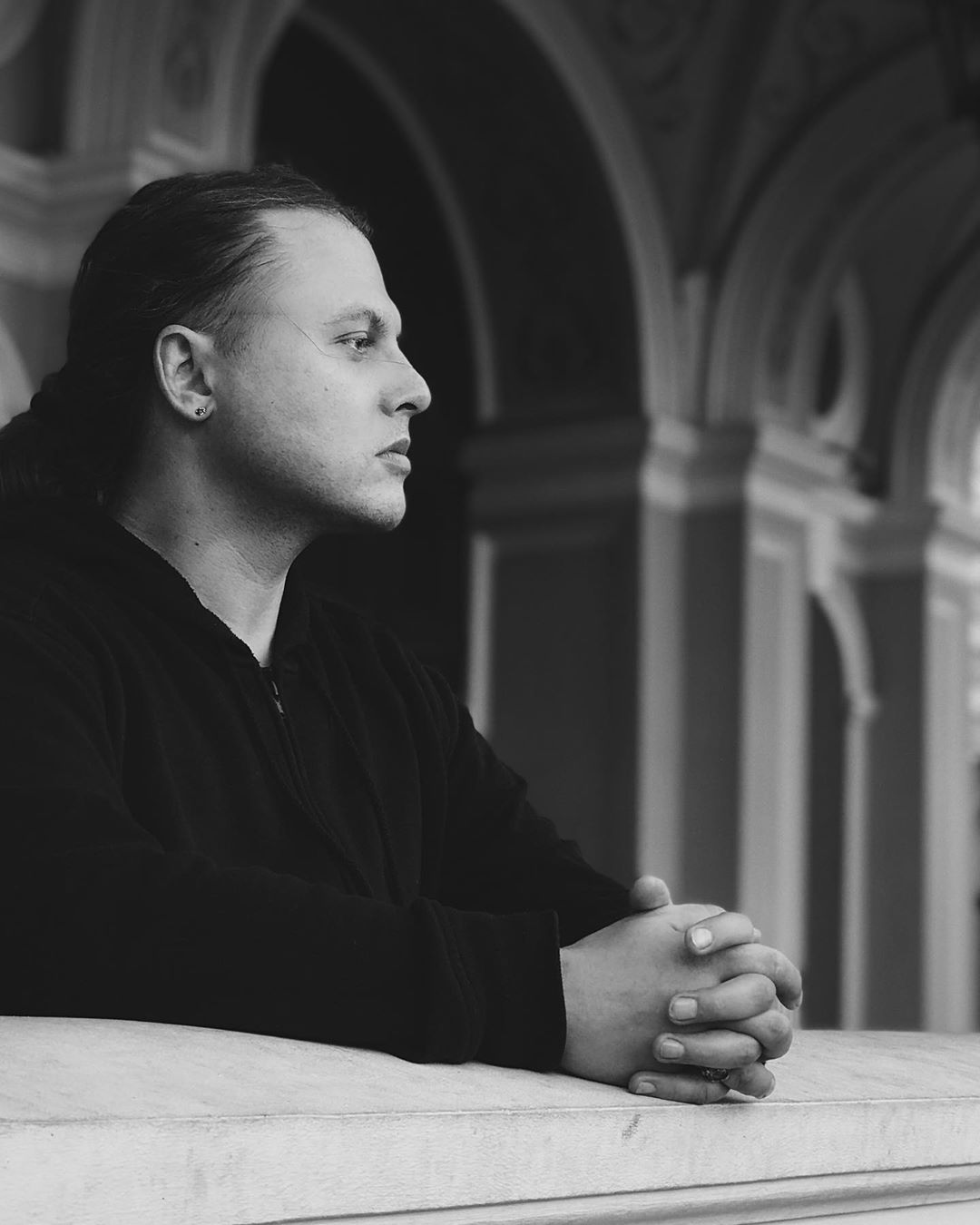

W kwietniu 2003 roku otworzył się Teatr premierą „Śnieg” na podstawie dramatu Stanisława Przybyszewskiego w pomieszczeniu teatru „Et Cetera” na Nowym Arbacie w Moskwie.
Kolejne premiery:
- „Maria Stuart”[14] J. Słowackiego;
- „Iwona, księżniczka Burgunda”[15] W. Gombrowicza;
- „Romeo i Julia”[16] Williama Szekspira (producent);
- „Tango”[17][18] Sł. Mrożka;
- „Zmierzch Europy”[19] (scenarzysta, producent);
- „Edyp Śpiący”[20] wg Krzysztofa Bizio (producent);
- „P.S.: Pchła Szachrajka”[21] wg Jana Brzechwy;
- „Porwanie Europy”[2][22][23][24][25][26] wg własnego scenariusza.

Teatr Polski w Moskwie wielokrotnie przedstawiał swoje spektakle na międzynarodowych festiwalach teatralnych: „Spotkania Teatralne” Rzeszów (Polska), dwukrotnie – 2003 i 2009, Międzynarodowy Festiwal Szekspirowski w Gdańsku, Wileńskie Spotkania Teatralne i inne. Regularnie Teatr prowadzi sezonowe Szkoły teatralne według autorskiej metody Eugeniusza Ławreńczuka w Moskwie, Wilnie, Warszawie, Szczecinie, Krakowie, Rzeszowie, Wrocławiu, Sopocie, Odessie i innych miastach. Teatr Polski w Moskwie jest regularnym uczestnikiem festiwalu teatralnego w ramach programu „Moskwa – miasto pokoju”. Przy Teatrze działa Szkoła gry aktorskiej i reżyserii – „Otwarta Szkoła Teatralna Eugeniusza Lawreńczuka”, w ramach której prowadzi się nauka podstawowych dyscyplin teatralnych oraz trening rozwoju osobistego, kursy języka polskiego i Studio teatralne dla dzieci i młodzieży.

## Szkoła Gry aktorskiej i Reżyserii („Otwarta Szkoła Teatralna Eugeniusza Ławreńczuka”)
E. Ławreńczuk prowadzi aktywne działania pedagogiczne w Rosji i Europie. Jest założycielem i Dyrektorem artystycznym Szkoły Gry aktorskiej i Reżyserii w Moskwie – „Otwarta Szkoła teatralna Eugeniusza Ławreńczuka”. Program edukacyjny Szkoły opiera się na własnej metodzie nauczania z wykorzystaniem nowej interpretacji idei Michaiła Czechowa, Jerzego Grotowskiego, Antonina Artauda i Konstantego Stanisławskiego. Zasadą nowej metody jest antypsychologizm jako podstawa działania aktora i reżyserskiego myślenia, co radykalnie zmienia podstawowe kryteria aktorstwa i sztuki mówienia. Skuteczność alternatywnej metody wobec tradycyjnych metod jest udowodniona podczas regularnych pokazów, kursów mistrzowskich i szkoleń międzynarodowych.

## Produkcje w innych teatrach
- „Krzesła”[30][31] Eugène Ionesco, Lwowski Teatr Akademicki im. Marii Zańkowieckiej, 2004;
- „Smok”[32] E.Szwarca, Lwowski Teatr Młodzieży, 2004;
- „Cavalleria Rusticana» opera P.Mascagni, Opera lwowska (premiera nie odbyła się z powodu śmierci dyrygenta), 2005[33];
- „Bal w Operze” J.Tuwima, Szkolne Teatr-Studio przy Ambasadzie RP w Federacji Rosyjskiej, 2006;
- „Biloxi Blues” N.Simona, Tomski Teatr Dramatyczny, 2006[34][35][36];
- „Amazonia” D.Glassa, Tomski Teatr Dramatyczny, 2006[37];
- „Zmierzch Bogów” R. Fedeniowa, Rosyjski Akademicki Teatr Dramatyczny w Odessie, 2007[38][39][40][41][42][43];
- „Tanahschpiel”, wg Starego Testamentu, Rosyjski Akademicki Teatr Dramatyczny w Odessie, 2007[44][45][46][47][48];
- „Smok” E.Szwarca (nowa redakcja reżyserska) Teatr Nowego Widza, Tomsk, 2008[49][50][51][52][53];
- „Anna Karenina” L.Tołstoja, Teatr Nowego Widza, Tomsk, 2009 r.[54][55][56][57][58][59][60][61][62][63][64][65];
- „Jaszczur, Łania, Szaman i Gabriela” na podstawie Cz.Miłosza (scenariusz Alwidy Bajor), Rosyjski Teatr w Wilnie – wspólny projekt Fundacji Terra Humana (Warszawa) i 5 zespołów teatralnych z Rosji, Ukrainy, Litwy i Polski, 2009 r.;
- „Pasja według Becketta. Czekając na Godota”. (Autor pomysłu, producent) Teatr Nowego Widza, Tomsk, 2010 r.;
- „Ojcowie i Synowie: Zwyczajny faszyzm”. (Autor pomysłu, producent) Teatr Nowego Widza, Tomsk, 2010 r.;
- «Workshop» (kierownik artystyczny projektu, producent) – cykliczny projekt 2007-2016. – Otwarte pokazy uczniów „Otwartej Szkoły Teatralnej Eugeniusza Lawreńczuka”, Moskwa;
- „Gramy Czechowa”, Otwarta Szkoła Teatralna Eugeniusza Lawreńczuka, Moskwa; 2013 r.;
- „Lista oczekiwania” A.Mardania, Rosyjski Akademicki Teatr Dramatyczny w Odessie, 2015.;
- „Juda i jego bracia” na podstawie 1 Księgi Machabejskiej, Teatr Eyhal Tarbut, Netanya (Izrael) 2015.